# Código Konami
O código Konami (também conhecido como Konami Code) é um cheat que pode ser usado em vários jogos da Konami, normalmente habilitando algum tipo de opção secreta. O código foi utilizado pela primeira vez em 1986 no jogo Gradius para o Nintendo. Durante o jogo, ou nas telas de apresentação, o jogador pressiona a seguinte sequência de botões:
↑ ↑ ↓ ↓ ← → ← → B A

A seguinte sequência para o código Konami é:

Esta é a versão original do código, criada para o controle do NES. No seu uso incluem Start no final do código, mas este botão simplesmente serve para começar ou despausar o jogo e não faz parte do código real. A sequência exata varia conforme o jogo, e foi adaptado para as diferentes disposições de botões e nomenclaturas dos controles nos outros sistemas de jogos; em alguns jogos e consoles, Start é substituído pela sequência Select e Start. O código às vezes é transcrito como uuddlrlrba, ou escrito como up, up, down, down, left, right, left, right, b, a (cima, cima, baixo, baixo, esquerda, direita, esquerda, direita, B, A).

## História
O código Konami foi criado em 1985 por Kazuhisa Hashimoto, programador da conversão do jogo Gradius, lançado no ano seguinte para Famicom e NES. Por achar o jogo muito difícil durante os testes, criou o código que dá ao jogador todos os powerups, que normalmente devem ser adquiridos no decorrer do jogo. Além disso, quando digitado inversamente fornece 30 vidas ao jogador. Por razões desconhecidas, ele não removeu o código após finalizar o desenvolvimento do jogo.
O código continuou presente nas seqüências do jogo, incluindo Gradius III, no qual a seqüência original destrói a nave do jogador (substituir Esquerda e Direita pelos botões L e R respectivamente fornece os bônus desejados).
O exemplo mais famoso do uso do código Konami provavelmente é a versão de 1988 para NES do jogo Contra, no qual o código aumenta o número de vidas do jogador de 3 para 30. Devido a alta dificuldade do jogo, muitos jogadores se tornaram dependentes do código para completar o jogo, dando ao código o nome de "Código Contra".
A popularidade de Gradius e Contra associou o código Konami à era dos jogos na década de 1980, e alguns jogadores mais fervorosos consideram um motivo de orgulho saber recitar o código de cor.
Apesar de nunca ter caído em desuso, o código teve um ressurgimento com o advento da cultura blog e a sua aparição em diversos jogos para PlayStation 2, incluindo Silent Hill 3 e Metal Gear Solid 3. Aparece ainda nas séries de jogos Bemani da Konami como Dance Dance Revolution e DrumMania. Alguns jogos, como o título para PlayStation 3, LittleBigPlanet 2 usam o código como Easter Egg. Além disso, diversas camisetas e outros produtos não licenciados pela empresa referenciam o código.

## O código na cultura pop
Apesar de não ter sido a primeira seqüência de comandos de trapaça em jogos eletrônicos (distinção que pertence a sequência "xyzzy" do jogo de arcade Colossal Cave), é provavelmente o mais conhecido código no mundo dos videogames. Devido a sua popularidade, tem sido citada nos mais diferentes contextos da cultura popular. Diversas bandas, cartunistas e programas de televisão fizeram referências ao código:

### Música
- The Ataris tem uma música intitulada "up, up, down, down, left, right, left, right, b, a, start" no álbum End Is Forever.[1]
- A letra da canção "Anyone Else But You" do The Moldy Peaches contém uma referência ao código: "Up up down down left right left right B A start; Just because we use cheat doesn't mean we're not smart". A canção foi usada na trilha-sonora do filme Juno.[2]
- A banda de metal alternativo, Deftones lançou uma canção intitulada "U,U,D,D,L,R,L,R,A,B,Select,Start" no álbum Saturday Night Wrist - o título, no entanto, inverte a ordem dos botões A e B.[3]
- O artista Kirby Krackle compôs uma música intitulada "Up, Up, Down, Down".
- A letra da canção "Game Over" da banda Falling In Reverse faz referência ao código. A música é do álbum Fashionably Late
- O artista Savant tem uma música intitulada "Konami Code" em seu álbum "Alchemist".
- A banda japonesa BURNOUT SYNDROMES faz referência ao código na letra da música "High Score Girl (ハイスコアガール)".

### Internet
- O site social Digg permite a inserção do código no site para expandir e mostrar todos os comentários em uma página.[4]
- No leitor de feeds Google Reader ao digitar a seqüência na tela principal do site/programa, uma imagem de fundo é adicionada à coluna da direita com os dizeres em japonês moshi moshi (もしもし), que significa "Alô!" em japonês, e a imagem de um ninja.[5][6][7]
- O navegador [Opera], em uma das recentes versões do Opera Developer (o navegador de testes), incluiu o código, que sendo digitado com a página de configuração aberta ativa opções para usuários avançados do navegador. Aqui estão as instruções.
- No site da Vogue, inserir este código fará aparecerem dinossauros com os chapéus.
- No Konami Code Sites existe uma grande variedade de sites que usam o Konami Code como Easter Egg.
- A produtora Porta dos Fundos fez um vídeo intitulado "Zona Eleitoral", no qual, o protagonista vivido por Gregório Duvivier, executa um Konami Code em uma urna eletrônica.

### Outras mídias
- No capítulo 10 da HQ "Injustiça: Marco Zero", a Arlequina menciona o código como guia para chegar a batcaverna.
- No filme KonoSuba: As Bênçãos de Deus Neste Mundo Maravilhoso! Lenda do Carmesim (2019), o personagem Kazuma Sato usa o código para abrir a porta que mantinha selado a arma " assassina de magos " .
- No 2º episódio do OVA do anime Hellsing, a personagem Jan Valentine menciona (parcialmente) o Código Konami ao atirar nos policiais dizendo: "Cima, cima! Baixo, baixo! Esquerda, direita, esquerda, direita! Estou trapaceando e sou invencível! É incrível!"[8]
- No filme Stay Alive, a personagem Swink conta a Phin para usar o código nos zumbis.[9]
- No filme Detona Ralph (2012), o personagem Rei Doce usa o código para entrar na programação de seu jogo.
- Na série animada The Amazing World of Gumball, durante o episódio 35 da segunda temporada, o personagem Oito usa o código para trapacear em diversas coisas.
- No final da abertura do desenho Gravity Falls da Disney, no lado direito da imagem possui os Códigos Konami.
- No jogo Adventure Time: Hey Ice King! Why'd you steal our garbage?!!, o código Konami funciona para ligar uma música chamada "Secret Screen Song".
- Na Websérie Cueio, no episódio 10, há uma referencia ao código, que é o código das 20 vidas.
- No episódio 4 do anime Kiss X Sis, Riko Suminoe faz o código Konami segurando os seios.
- No episódio 1 do anime Chuunibyou Demo Koi Gai Shitai e no especial Takanashi Rikka Kai, Takanashi Rikka usa o código Konami na máquina de refrigerantes
- No episódio 6 do anime Gamers!, Aguri fala o código enquanto pensa estar sendo traída.
- No episódio 23 do desenho Sonic Boom, o personagem Cubot recita o Código Konami como suas últimas palavras ao se ver sob ameaça. O código o salvou de ser destruído.
- No jogo Dead by Daylight, digitar o código no menu principal (possuindo a DLC de Silent Hill) fará com que o jogador adquira um amuleto muito raro.
- No jogo League of Legends, Veigar Chefão Final faz o código em sua luva na animação de retorno à base.
- No jogo "The Darkside Detective", o Código se encontra num computador durante a segunda fase do jogo.
- Em Yandere Simulator o código se encontra no site oficial do Jogo, trocando a imagem inicial pela personagem oculta Fun Girl e uma frase em japonês.
- No filme de terror Fear Street Part One: 1994, da Netflix, o personagem Josh fala o código durante algumas cenas para se acalmar.